# فيونا غيليز
فيونا غيليز (بالإنجليزية: Fiona Gillies)‏ هي ممثلة بريطانية، ولدت في 19 يونيو 1962 في لندن في المملكة المتحدة.

## وصلات خارجية
- فيونا غيليز على موقع IMDb (الإنجليزية)
- فيونا غيليز على موقع ألو سيني (الفرنسية)
- فيونا غيليز على موقع أول موفي (الإنجليزية)
- فيونا غيليز على موقع قاعدة بيانات الأفلام السويدية (السويدية)
- فيونا غيليز على موقع قاعدة بيانات الفيلم (الإنجليزية)
- فيونا غيليز على موقع كينوبويسك (الروسية)